# Yves Allegro
Yves Allegro (* 24. srpna 1978, Grône, Švýcarsko) je současný švýcarský profesionální tenista specializující se především na čtyřhru. Ve své dosavadní kariéře vyhrál na okruhu ATP World Tour 3 turnaje ve čtyřhře. Nejvýše byl ve dvouhře umístěn 16. června 2003 na 210. místě a ve čtyřhře 4. října 2004 na 32. místě žebříčku ATP.

## Finálové účasti na turnajích ATP World Tour (10)

### Čtyřhra - výhry (3)
| Legenda                                                       |
| Grand Slam (0)                                                |
| ATP Masters Series / ATP World Tour Masters 1000 (0)          |
| ATP International Series Gold / ATP World Tour 500 Series (1) |
| ATP International Series / ATP World Tour 250 Series (2)      |

| Č. | Datum           | Turnaj                | Povrch    | Partner          | Soupeři ve finále             | Výsledek         |
| 1. | 12. říjen 2003  | Vídeň, Rakousko       | tvrdý (h) | Roger Federer    | Mahesh Bhupathi Max Mirnyj    | 7-6(7), 7-5      |
| 2. | 15. leden 2005  | Auckland, Nový Zéland | tvrdý     | Michael Kohlmann | Simon Aspelin Todd Perry      | 6-4, 7-6(4)      |
| 3. | 12. červen 2005 | Halle, Německo        | tráva     | Roger Federer    | Joachim Johansson Marat Safin | 7-5, 6-7(6), 6-3 |

### Čtyřhra - prohry (7)
| Legenda                                                       |
| ATP International Series Gold / ATP World Tour 500 Series (1) |
| ATP International Series / ATP World Tour 250 Series (6)      |

| Č. | Datum             | Turnaj              | Povrch    | Partner          | Vítězové                        | Výsledek           |
| 1. | 22. květen 2004   | Casablanca, Maroko  | antuka    | Michael Kohlmann | Enzo Artoni Fernando Vicente    | 3-6, 6-0, 6-4      |
| 2. | 29. srpen 2004    | Long Island, USA    | tvrdý     | Michael Kohlmann | Anthony Dupuis Michaël Llodra   | 6-2, 6-4           |
| 3. | 3. říjen 2004     | Bangkok, Thajsko    | tvrdý (h) | Roger Federer    | Justin Gimelstob Graydon Oliver | 5-7, 6-4, 6-4      |
| 4. | 13. únor 2005     | San José, USA       | tvrdý (h) | Michael Kohlmann | Wayne Arthurs Paul Hanley       | 7-6(4), 6-4        |
| 5. | 23. červenec 2006 | Stuttgart, Německo  | antuka    | Robert Lindstedt | Gastón Gaudio Max Mirnyj        | 7-5, 6-7(4), 12-10 |
| 6. | 15. duben 2007    | Valencie, Španělsko | antuka    | Sebastián Prieto | Todd Perry Wesley Moodie        | 7-5, 7-5           |
| 7. | 17. únor 2008     | Marseille, Francie  | tvrdý (h) | Jeff Coetzee     | Martin Damm Pavel Vízner        | 7-6(0), 7-5        |

## Postavení na žebříčku ATP na konci sezóny

### Dvouhra
| Rok    | 1996  | 1997   | 1998   | 1999   | 2000   | 2001   | 2002   | 2003   | 2004   | 2005    | 2006 | 2007   | 2008 | 2009 |
| Pořadí | 1082. | ▲ 900. | ▲ 477. | ▲ 432. | ▲ 356. | ▼ 360. | ▲ 252. | ▼ 306. | ▼ 815. | ▼ 1124. | ▼ -. | ▲ 800. | -    | -    |

### Čtyřhra
| Rok    | 1996 | 1997   | 1998   | 1999   | 2000   | 2001   | 2002   | 2003  | 2004  | 2005  | 2006  | 2007  | 2008  | 2009   |
| Pořadí | 939. | ▲ 739. | ▲ 415. | ▲ 297. | ▲ 178. | ▼ 180. | ▲ 123. | ▲ 47. | ▲ 42. | ▼ 44. | ▲ 39. | ▼ 51. | ▼ 68. | ▼ 139. |

## Davisův pohár
Yves Allegro se zúčastnil 12 zápasů v Davisově poháru  za tým Švýcarska s bilancí 1-1 ve dvouhře a 5-6 ve čtyřhře.